# Éturqueraye
Éturqueraye és un municipi francès situat al departament de l'Eure i a la regió de Normandia. L'any 2007 tenia 270 habitants.

## Demografia

### Població
El 2007 la població de fet d'Éturqueraye era de 270 persones. Hi havia 96 famílies, de les quals 20 eren unipersonals (12 homes vivint sols i 8 dones vivint soles), 32 parelles sense fills, 40 parelles amb fills i 4 famílies monoparentals amb fills.
La població ha evolucionat segons el següent gràfic:
Habitants censats

### Habitatges
El 2007 hi havia 112 habitatges, 99 eren l'habitatge principal de la família, 4 eren segones residències i 9 estaven desocupats. Tots els 108 habitatges eren cases. Dels 99 habitatges principals, 88 estaven ocupats pels seus propietaris i 11 estaven llogats i ocupats pels llogaters; 1 tenia una cambra, 3 en tenien dues, 17 en tenien tres, 30 en tenien quatre i 48 en tenien cinc o més. 71 habitatges disposaven pel capbaix d'una plaça de pàrquing. A 36 habitatges hi havia un automòbil i a 60 n'hi havia dos o més.

### Piràmide de població
La piràmide de població per edats i sexe el 2009 era:
| Homes | Edats   | Dones |
| ----- | ------- | ----- |
| 0     | 95 o +  | 0     |
| 0     | 90 a 94 | 0     |
| 0     | 85 a 89 | 0     |
| 4     | 80 a 84 | 0     |
| 0     | 75 a 79 | 4     |
| 0     | 70 a 74 | 0     |
| 20    | 65 a 69 | 4     |
| 0     | 60 a 64 | 12    |
| 12    | 55 a 59 | 4     |
| 4     | 50 a 54 | 8     |
| 8     | 45 a 49 | 8     |
| 12    | 40 a 44 | 24    |
| 8     | 35 a 39 | 12    |
| 4     | 30 a 34 | 0     |
| 4     | 25 a 29 | 8     |
| 0     | 20 a 24 | 8     |
| 12    | 15 a 19 | 20    |
| 12    | 10 a 14 | 24    |
| 20    | 5 a 9   | 12    |
| 12    | 0 a 4   | 8     |

## Economia
El 2007 la població en edat de treballar era de 173 persones, 128 eren actives i 45 eren inactives. De les 128 persones actives 119 estaven ocupades (66 homes i 53 dones) i 9 estaven aturades (2 homes i 7 dones). De les 45 persones inactives 19 estaven jubilades, 16 estaven estudiant i 10 estaven classificades com a «altres inactius».

### Ingressos
El 2009 a Éturqueraye hi havia 106 unitats fiscals que integraven 294 persones, la mediana anual d'ingressos fiscals per persona era de 17.288 €.

### Activitats econòmiques
Dels 7 establiments que hi havia el 2007, 1 era d'una empresa de fabricació d'altres productes industrials, 3 d'empreses de construcció, 2 d'empreses de comerç i reparació d'automòbils i 1 d'una entitat de l'administració pública.
Dels 3 establiments de servei als particulars que hi havia el 2009, 1 era una fusteria i 2 electricistes.
L'any 2000 a Éturqueraye hi havia 12 explotacions agrícoles que ocupaven un total de 372 hectàrees.

## Poblacions més properes
El següent diagrama mostra les poblacions més properes.